# 国分上野原縄文の森
国分上野原縄文の森（こくぶうえのはらじょうもんのもり）は、鹿児島県霧島市の町。郵便番号は899-4318。人口は0人、世帯数は0世帯（2017年4月1日現在）。国分上野原縄文の森の全域で住居表示を実施している。
町域の大部分が国指定史跡である「上野原遺跡」およびそれらに関連する施設で占められている。

## 地理
霧島市の中南部、旧国分市の南部に位置している。町域の北方には国分川内、東方から南方にかけては国分上之段、南方には国分敷根、西方には国分上野原テクノパークにそれぞれ隣接している。
台地上に位置し、工業団地の「上野原テクノパーク」として造成される予定であったが、1986年（昭和61年）の造成中に弥生時代の竪穴建物が発見された。その後の発掘調査で縄文時代から中世に至る複合遺跡であることがわかり、1997年（平成9年）に鹿児島県知事・須賀龍郎が遺跡の現地保存を表明した。
発掘された出土品は1998年（平成10年）に「鹿児島県上野原遺跡出土品」として国の重要文化財に指定されたほか、1999年（平成11年）には「上野原遺跡」として遺跡の一部が国の史跡に指定されている。
施設としては、1・2番街区に鹿児島県の公園である「鹿児島県上野原縄文の森」、2番街区に鹿児島県の埋蔵文化財調査機関である「鹿児島県立埋蔵文化財センター」がある。

## 歴史
2005年（平成17年）11月7日に国分市が姶良郡溝辺町、横川町、牧園町、霧島町、隼人町、福山町と新設合併し霧島市となった。また同時に国分市大字川内（現在の国分川内）及び国分市大字上之段（現在の国分上之段）の一部より新たに霧島市の町「国分上野原縄文の森」として設置された。

### 字域の変遷
| 変更後                           | 変更年             | 変更前                   |
| -------------------------------- | ------------------ | ------------------------ |
| 霧島市国分上野原縄文の森（新設） | 2005年（平成17年） | 国分市大字川内（一部）   |
| 霧島市国分上野原縄文の森（新設） | 2005年（平成17年） | 国分市大字上之段（一部） |

## 文化財

### 国指定

#### 重要文化財
- 鹿児島県上野原遺跡出土品（重要文化財（美術品））[9]
- 鹿児島県前原遺跡出土品（重要文化財（美術品））[10]
- 鹿児島県三角山遺跡出土品 （重要文化財（美術品））[11]

#### 史跡
- 上野原遺跡（記念物（史跡））[12]

### 県指定

#### 有形文化財
- 京田遺跡出土木簡（有形文化財（建造物））[13]
- 城ヶ尾遺跡出土品（有形文化財（建造物））[14]
- 耳取遺跡出土品（有形文化財（建造物））[15]
- 堂平窯跡出土品（有形文化財（建造物））[16]
- 宮ノ上遺跡出土品（有形文化財（建造物））[17]
- 中尾地下式横穴墓出土品（有形文化財（建造物））[18]
- 南摺ヶ浜遺跡出土品（有形文化財（建造物））[19]
- 山ノ口遺跡出土品（有形文化財（建造物））[20]
- 天神段遺跡出土品（有形文化財（建造物））[21]
- 町田堀遺跡出土品（有形文化財（建造物））[22]
- 面縄貝塚出土品（有形文化財（建造物））[23]
- 中甫洞穴出土品（有形文化財（建造物））[24]

## 施設

### 公共
- 鹿児島県上野原縄文の森（公園）
- 上野原浄水場

### その他
- 鹿児島県立埋蔵文化財センター

## 小・中学校の学区
住居がないため、小・中学校の学区は指定されていない。